# 2-Chloracetamid
2-Chloracetamid ist eine chemische Verbindung aus der Gruppe der Carbonsäureamide und organischen Chlorverbindungen.

## Gewinnung und Darstellung
2-Chloracetamid kann durch Reaktion von Chloressigsäureethylester mit Ammoniak oder Chloracetylchlorid mit Ammoniumacetat gewonnen werden.

## Eigenschaften
2-Chloracetamid ist ein brennbarer Feststoff, der gut löslich in Wasser ist. Seine wässrige Lösung reagiert sauer. Mit Säuren und Basen erfolgt eine hydrolytische Zersetzung, wobei die Verbindung im pH-Bereich zwischen 4 und 9 relativ stabil ist. Bei pH 8 beträgt die Halbwertszeit der Zersetzung 108 Tage, Bei Temperaturen über 135 °C zersetzt sich die Verbindung, wobei Kohlenmonoxid, Kohlendioxid, Stickoxide und Chlorwasserstoff entstehen. Die Zersetzung verläuft mit einer Zersetzungswärme von −63 kJ·mol−1 bzw. −670 kJ·kg−1 stark exotherm.

## Verwendung
2-Chloracetamid wird als Biozid und als Konservierungsmittel mit sehr weiter Verbreitung (z. B. in Kosmetika, Arzneimitteln, Schuhcreme, Klebern, Haushaltsreinigern und industriellen Ölen) verwendet.

## Sicherheitshinweise
2-Chloracetamid wird als Kontaktallergen eingestuft, wobei die Sensibilisierungshäufigkeit gelegentlich und die Sensibilisierungspotenz stark ist.